# Возилов
Возилов (укр. Возилів) — село в Золотопотокской поселковой общине Чортковского района Тернопольской области Украины.
До 2020 года входило в Бучачский район.
Код КОАТУУ — 6121281401. Население по переписи 2001 года составляло 1204 человека.

## Географическое положение
Село Возилов находится на левом берегу реки Днестр,
выше по течению на расстоянии в 1,5 км расположено село Сновидов,
на противоположном берегу — село Петров.

## История
- На территории села обнаружено захоронение с возрастом 6 тыс. лет. Также найдены бронзовые орудия труда времени ранней бронзы (3 тыс. до н. э.), поселение и могильник первых столетий н. э.
- Впервые село упоминается в 1454 году.

## Объекты социальной сферы
- Школа.
- Клуб.